# Hermann-Sudermann-Preis
Der Hermann-Sudermann-Preis für Dramatik würdigt herausragende Leistungen im Bereich der deutschsprachigen Dramatik. Er ist nach dem Schriftsteller und Bühnenautor Hermann Sudermann (1857–1928) benannt. Der Preis wurde 2012 gegründet und wird seit 2013 alle zwei Jahre in Zusammenarbeit mit dem Deutschen Theater Berlin vergeben.

## Preise und Modalitäten
Eine Bewerbung um den Preis ist nicht möglich. Voraussetzung ist die Einladung zu den Autorentheatertagen, die mit wechselndem Motto am Deutschen Theater Berlin stattfinden.
Bis 2021 betrug das Preisgeld 5000 Euro, seit 2023 ist der Preis mit 6000 Euro dotiert.
Eine vierköpfige Jury aus zwei Dramaturgen des Deutschen Theaters Berlin und zwei Vorstandsmitgliedern der Hermann Sudermann Stiftung wählt aus dem Kreis der Autoren, die mit Gastspielen ihrer Stücke zu den Autorentheatertagen am Deutschen Theater Berlin eingeladen sind, den Preisträger aus.
2023 gehörten die beiden Dramaturgen Franziska Trinkaus und John von Düffel sowie die Vorstandsmitglieder Karen Sokoll und Torsten Walter der Jury an.

## Preisträger
- 2013: Felicia Zeller für ihr Stück X-Freunde
- 2015: Nis-Momme Stockmann für sein Stück Phosphoros
- 2017: Miroslava Svolikova für ihre Stücke die hockenden und Diese Mauer fasst sich selbst zusammen und der Stern hat gesprochen, der Stern hat auch was gesagt
- 2019: Nora Abdel-Maksoud für ihr Stück Café populaire
- 2021: Amanda Lasker-Berlin für ihr Stück Ich, Wunderwerk und How Much I Love Disturbing Content
- 2023: Kim de l’Horizon für das Stück Hänsel & Greta & The Big Bad Witch

2021 erhielt Milena Michalek für ihr Stück Das hier den Hermann-Sudermann-Anerkennungspreis.